# وست دین، گلاسترشر
وست دین (به انگلیسی: West Dean) یک روستا و محله مدنی در بریتانیا است که در Forest of Dean واقع شده‌است. وست دین ۴۶٫۸۶ کیلومتر مربع مساحت و ۱۰٬۲۴۲ نفر جمعیت دارد.